# Lois Schaefer
Lois Schaefer   (Yakima, 10 de març de 1984 - Sequim, 31 de gener de 2020) va ser una flautista nord-americana.

## Joventut i educació
Lois Elizabeth Schaefer va néixer a l'estat de Washington, filla de Charles Frederick Schaefer i Mary Elizabeth Wherry. Charles Frederick Schaefer va ser un corredor de la indústria de la fruita mentre que Mary Elizabeth Wherry va ser professora d'escola i va ensenyar piano a les seves filles. Schaefer tenia una germana, Winfred Mayes (1919 - 2020), que fou coneguda per la seva carrera de violoncel·lista.
Schaefer va dedicar la seva educació i carrera a tocar la flauta. Sobretot, va passar la major part de la seva carrera com a flauta principal i flautín de l'Orquestra Simfònica de Boston. Schaefer va formar part de la junta de la "National Flute Association" a més de ser membre de la facultat del Conservatori de Música de Nova Anglaterra. El seu llegat musical de dècades la va convertir en una músic pionera per a dones i va contribuir a l'èxit de la secció de flauta de la BSO.
Schaefer va començar a tocar la flauta a l'escola primària. Com que Yakima no tenia cap professor de flauta a disposició de Schaefer en aquell moment, era majoritàriament autodidacta. Quan era adolescent, Schaefer va assistir al "Summer Arts Camp" a l'"Interlochen Center for the Arts" on va ser la primera de 27 flautistas. Després va assistir al Conservatori de Música de Nova Anglaterra. Mentre estava a la universitat, va estudiar amb Georges Laurent, conegut per la seva posició de flautista principal a la BSO, així com Frank Horsfall i Sebastian Caratelli. Va rebre una llicenciatura en interpretació de flauta el 1946 i va completar un diploma d'artista un any més tard.

## Carrera professional musical
El 1951, Schaefer va ser contractada com a flautista principal ajudant de l'Orquestra Simfònica de Chicago per Rafael Kubelík. Va retenir aquesta persona durant tres anys. Durant aquest temps, també va ensenyar al "Chicago Musical College".
De 1956 a 1965, Schaefer va ser la flauta principal de la New York City Opera. També va actuar amb la "NBC Opera Theatre Orchestra", la "RCA Victor Symphony Orchestra" i la Columbia Symphony Orchestra durant aquest temps.
Schaefer es va convertir llavors en picola i flauta principal de l'Orquestra Simfònica de Boston el 1965. Després de la contractació, va ser una de les quatre dones de la BSO. Schaefer es va referir a aquesta posició com el seu "treball de somni" i es va quedar a la BSO durant 25 anys. També va ser la flautista principal de la Boston Pops Orchestra durant aquest temps, en la qual va dirigir el piccolo obbligato a "The Starts and Stripes Forever" més de 2.000 vegades. Schaefer també va ser membre de la facultat de la seva alma mater (NEC) de 1965 a 1992, així com membre de la junta de l'Associació Nacional de Flauta, on va rebre un premi a la seva trajectòria el 1993.

## Jubilació i mort
El 1990, Schaefer es va retirar de la seva posició principal de piccolo. Va viure amb la seva germana a Arizona abans que totes dues es traslladessin a Sequim, Washington. Durant la jubilació, va passar temps viatjant per Àfrica, Costa Rica, Equador, les illes Galápagos i Machu Picchu, entre d'altres. A Schaefer li agradava especialment fer senderisme al mont Rainier i al mont St. Helens i fer jardineria. El 31 de gener de 2020, Schaefer va morir de malaltia pulmonar obstructiva crònica a la seva casa de Sequim. Tenia 95 anys.